# Masaya
Masaya je grad na zapadu srednjoameričke države Nikaragve. Središte je istoimenog departmana. Nalazi se 14 km zapadno od Granade i 31 km jugoistočno od glavnog grada Manague.

## Povijest
Masaya je status grada dobila 2. rujna 1839. godine. Tijekom Nikaragvanskog građanskog rata 1912., nikaragvanske pobunjeničke snage otvorile su vatru na američke marince i mornare koji su prolazili kroz grad na putu do Granade 19. rujna 1912. godine.

## Stanovništvo
Po podacima iz 2005. u gradu živi 139.701 stanovnik. Po tome je Masaya treći po veličini u zemlji iza glavnoga grada Manague i Leóna.

## Gradovi prijatelji
- - Belo Horizonte, Brazil

- - Dietzenbach, Njemačka

- - Leicester, Engleska, Ujedinjeno Kraljevstvo

- - Nijmegen, Nizozemska

- - North Plainfield, New Jersey, SAD

- - Beloit, Wisconsin (SAD)

- - Cartago, Costa Rica